# Grotta di Gough
La grotta di Gough (in inglese Gough's Cave) è una grotta della contea inglese del Somerset (Inghilterra sud-occidentale), situata nella gola di Cheddar, nell'area delle Mendip Hills, scoperta nel 1889 o 1890.
La grotta, che prende il nome dal suo scopritore, Richard Cox Gough, è la più estesa della gola di Cheddar e costituisce uno dei più importanti siti di epoca paleolitica d'Europa.

## Geologia
La grotta di Gough e, più in generale, la gola di Cheddar fa parte di un sistema anticlinale e sinclinale che caratterizza gran parte delle rocce del Somerset.

## Storia
La grotta di Gough era abitata sin da circa 12.700 anni prima di Cristo, alla fine dell'ultima era glaciale.     Pare che questi uomini fossero dediti non solo alla caccia di cavalli, ma anche al cannibalismo, come dimostrerebbero sui resti di un adolescente e di un bambino di tre anni rinvenuto all'interno del sito, che presentavano segni di masticazione umana e di tagli accurati; all'interno della grotta sono stati inoltre rinvenuti teschi adibiti a tazze o ciotole, forse a scopo rituale.
In seguito, circa 8.000-9.000 anni prima di Cristo, vivevano altri uomini dedidi alla caccia e all'agricoltura.
La grotta venne scoperta nel 1889 o 1890 da Richard Cox Gough: Richard Cox Gough era nipote di George Cox, lo scopritore della grotta di Cox, e si era trasferito a Cheddar nel 1867 e nel 1877 divenne proprietario di una grotta, in seguito chiamata la vecchia grotta di Gough (Gough's Old Cave). Cox era infatti alla ricerca di una grotta che potesse "competere" con altre grotte-museo già presenti nei dintorni, in particolare con la grotta di Cox, ed effettuò degli scavi nel 1882 e nel 1887, dopodiché nel 1890 scavò una larga entrata a est della vecchia grotta di Gough.
Ulteriori esplorazioni e scavi nelle grotte del posto furono poi effettuati da Gough e dal figlio negli anni successivi, fino al 1898 In seguito, negli anni novanta, i Gough aprirono un sentiero che garantisse al pubblico l'accesso alla grotta.
Qualche anno dopo, nel 1903 fu rinvenuto all'interno della grotta di Gough lo scheletro del cosiddetto "uomo di Cheddar" (vissuto nel Mesolitico, circa 9.100 anni prima di Cristo), i cui resti sono tra i più completi mai rinvenuti in Inghilterra e di cui la grotta avrebbe forse costituito un luogo di sepoltura.  Successive opere di scavo, tra cui quelli effettuati tra il 1984 e il 1987, riportarono alla luce altri resti umani e animali, tra cui ossa di mammuth.
Nel 1968, la grotta venne invasa per tre giorni dall'acqua nel corso della grande inondazione.

## Descrizione
La grotta di Gough si trova lungo il corso di un fiume sotterraneo, lo Yeo, e si estende per una lunghezza di 3405 metri, raggiunge una profondita di 115 metri e un'altezza di 31 metri.
La temperatura negli interni della grotta si mantiene costantemente intorno agli 11 °C.